# PATH2RES
PATH-TO-RES es un proyecto del programa Energía Inteligente para Europa (Intelligent Energy Europe (IEE)) con un presupuesto total de 688,404 euros, 50% de financiación de la Unión Europea, que empezó en octubre de 2007 con socios de Gotemburgo (Suecia), Valencia (España), Dunkerque (Francia), Gdansk (Polonia), Arnhem, Lochem (Países Bajos).

## Objetivos del proyecto
El objetivo del proyecto Path-to-res es desarrollar, mediante el análisis de experiencias en varias ciudades o regiones europeas, una herramienta que permita evaluar y definir modelos de transición que lleven del sistema energético actual, basado principalmente en combustibles fósiles, a un sistema más sostenible basado en la eficiencia energética y las energías renovables.
El proyecto establece una descripción detallada del actual sistema, analizando las posibilidades y las barreras tanto técnicas como institucionales para el proceso de transformación energética, así como facilitar el camino hacia sistemas energéticos más eficientes, sostenibles y renovables.
La cobertura geográfica se basa en los siguientes 6 casos-estudio. Los casos-estudio son utilizados como metodología para desarrollar los 7 pasos de la hoja de ruta que transforme los sistemas locales de energía en los previstos. El siguiente caso-estudio sentará la base del análisis y la evaluación genérica a aplicar:
- El gaseoducto de gas natural de Gotemburgo (Suecia)

- La Comunidad Valenciana (España)

- La ciudad de Dunkerque (Francia)

- De Stoere Houtman, el caso de Arnhem (Holanda)

- El caso de la comunidad fronteriza de of Lochem (Holanda)

- La ciudad de Gdansk (Polonia)

Las tecnologías cubiertas por el proyecto son aquellas utilizadas para la generación local de calor, frío y electricidad desde CHP así como medidas energéticas eficientes. El análisis local de este proyecto será utililzado como la principal estrategia. Todavía, un importante análisis se centrará en asegurar que los objetivos locales y los planes están en sintonía con la UE y los objetivos generales.

## Los resultados esperados
Aparte de la herramienta creada, el proyecto espera tener los siguientes resultados:
- Una presentación que describa cómo tienen que ser evaluadas y descritas las condiciones iniciales y la aparición de los sistemas de energía local. Estos aspectos serán presentados de una manera general y a través de los casos-estudio de la acción.

- Una descripción detallada de la experiencia de los casos-estudio, sobre las indicaciones para la transformación de los sistemas de energía local, aplicando los 7 pasos de la lista de control propuesta.

- Un proceso de evaluación que se puede utilizar como modelo en cómo los mercados y los agentes locales pueden garantizar que los mercados y las industrias locales de la energía pueden desarrollarse de una manera aceptable, mientras los sistemas de energía local se convierten en sostenibilidad y se llevan a cabo los objetivos globales en el desarrollo sostenible.

- Seminarios y talleres.

## Socios del proyecto
- Universidad Tecnológica de Chalmers, Suecia
- Projektinriktad Forskning och Utveckling, Suecia
- New Energy Performance AS, Noruega
- Fundación Comunidad Valenciana - Región Europea (Spain)
- Göteborg Energía, Suecia
- NTDA Energía, España
- Greater Dunkirk Metropolitan Council, Francia
- Espace Éolien Dévelopment, Francia
- Susebeek Technical Consultants, Países Bajos
- Universidad Técnica de Gdansk, Polonia